# Христодул Патмоський
Христодул Патмоський, також відомий як Христодул Чудотворець — грецький православний святий XI століття.
Народився близько 1021 року в Нікеї. У юності він став ченцем, а незабаром став ігуменом. У 1088 році він отримав від візантійського імператора Олексія Комніна острів Патмос, щоб побудувати там монастир на честь євангеліста Івана. Після закінчення монастиря він змушений був тікати з острова Патмос через набіги.
Помер близько 1111 року. Мощі були перенесені на Патмос і зберігаються в каплиці Св. Христодула в монастирі Св. Іоанна Богослова.
Православна церква відзначає його 16 березня (за юліанським календарем).